# Valerie Mizrahi
Pour les articles homonymes, voir Mizrahi.
Valerie Mizrahi, née en 1958, est une biologiste moléculaire sud-africaine, qui a fait notamment avancer la connaissance des mutations de la bactérie Mycobacterium tuberculosis, et des mécanismes de résistance de la tuberculose aux médicaments.

## Biographie
Valerie Mizrahi est née à Salisbury (actuel Harare) en Rhodésie du Sud (actuel Zimbabwe) et y a suivi ses études.
Elle obtient un baccalauréat universitaire ès sciences en chimie et en mathématiques puis un doctorat en chimie à l'université du Cap. De 1983 à 1986, elle poursuit des études post-doctorales à l'université d'État de Pennsylvanie. Valerie Mizrahi travaille ensuite en recherche et développement pour la société pharmaceutique Smith, Kline & French.
En 1989, elle revient en Afrique du Sud, et crée une unité de recherche au South African Institute for Medical Research et professeure à l'université du Witwatersrand, y restant jusqu'en 2010. Ses recherches sont centrées sur le métabolisme de l'ADN et sur la Mycobacterium tuberculosis, la bactérie responsable de la tuberculose chez l'homme. Elle découvre et analyse les modes de mutation de cette bactérie. Celle-ci a en effet la particularité de s’installer dans les cellules qui assurent normalement le système immunitaire des individus, de retourner le stress de ce système à son avantage et ainsi de parvenir à résister à certains antituberculeux,. Dès 2002, elle publie une étude, en collaboration avec Helena Boshoff (sud-africaine également) et Clifton Barry, des National Institutes of Health, Effects of pyrazinamide on fatty acid synthesis by whole mycobacterial cells and purified fatty acid synthase, proposant de nouvelles méthodes thérapeutiques pour lutter contre la tuberculose. Pour ces recherches, elle est titulaire à deux reprises d'une bourse de recherche internationale du Howard Hughes Medical Institute,.
En 2011, elle devient directrice de l'Institute of Infectious Disease and Molecular Medicine à l'université du Cap. Valerie Mizrahi dirige l'unité de recherche au South African Medical Research Council ainsi que l'antenne de l'université du Cap du Centre d'excellence en recherche biomédicale,.

## Prix et distinctions
Valerie Mizrahi reçoit le Prix L'Oréal-Unesco pour les femmes et la science en 2000. En 2006, elle reçoit la médaille d'or de la South African Society for Biochemistry and Molecular Biology pour ses contributions dans ce domaine ainsi que le prix de la Distinguished Woman Scientist du Département de science et technologie. 
Elle est membre de la Société royale d'Afrique du Sud, membre de l'Académie des sciences d'Afrique du Sud et membre de l'American Academy of Microbiology. Elle est nommée à l'ordre de Mapungubwe en 2007. En 2013, elle est lauréate du prix Christophe-Mérieux de l'Institut de France pour ses travaux sur la tuberculose,.

## Quelques publications
- (en) Helena I. Boshoff, Valerie Mizrahi et Clifton E. Barry, « Effects of Pyrazinamide on Fatty Acid Synthesis by Whole Mycobacterial Cells and Purified Fatty Acid Synthase I », Journal of Bacteriology, vol. 184(8),‎ avril 2002, p. 2167–2172 (DOI 10.1128/JB.184.8.2167-2172.2002, lire en ligne).
- (en) Anastasia Koch, Valerie Mizrahi et Digby F Warner, « The impact of drug resistance on Mycobacterium tuberculosis physiology: what can we learn from rifampicin? », Emerging Microbes & Infections, vol. 3, e17,‎ 12 mars 2014 (DOI 10.1038/emi.2014.17).